# برایان اوروسکو
برایان اوروسکو (انگلیسی: Brian Orosco؛ زادهٔ ۲۸ فوریهٔ ۱۹۹۸) بازیکن فوتبال اهل آرژانتین است.
از باشگاه‌هایی که در آن بازی کرده‌است می‌توان به باشگاه فوتبال استودیانتس اشاره کرد.